# Stylocheiron insulare
Stylocheiron insulare är en kräftdjursart som beskrevs av Hansen 1910. Stylocheiron insulare ingår i släktet Stylocheiron och familjen lysräkor. Inga underarter finns listade i Catalogue of Life.